# Иджен
Вулкан И́джен (индон. Gunung Ijen, яв. ꦒꦸꦤꦸꦁꦲꦶꦗꦺꦤ꧀ Gunung Ijen) — действующий вулкан в Индонезии. Другое название синонимично названию местного сернистого озера Кавах Иджен или просто Кавах.

## География
Расположен в густонаселённой местности в Восточной Яве, является границей 2 округов: Бондовосо и Баньуванги. Ближайший крупный населённый пункт находится к юго-востоку от вулкана — Баньуванги. В окрестностях самого вулкана проживает около 12 000 человек. Данный вулкан является комплексом, состоящим более чем из десятка вулканических объектов: стратовулканов, вулканических конусов, кратеров, расположенных в радиусе 20 км вокруг кальдеры. В кальдере расположено сернистое озеро Кавах Иджен, вода в озере имеет бирюзовый оттенок. Глубина кальдеры составляет 200 метров, ширина — 1 км. Берега озера являются естественным крупным месторождением природной серы. В период с 1922 по 1996 года объём озера уменьшился с 0,044 до 0,0036 км³.

## Геология и вулканизм
Наивысшей точкой вулканического комплекса является стратовулкан Мерапи, достигающий высоты 2803 метров, расположенный на юго-восточном склоне кальдеры. Наибольшее количество вулканических построек расположено на южной стороне кальдеры. На северной оконечности кальдеры объекты образуют дугообразный хребет. Зона субдукции составляет более 25 км. Первоначально в эпоху плейстоцена сформировалась кальдера, впоследствии вокруг неё возник стратовулкан Мерапи и другие вулканические конусы.
Состоит преимущественно из базальтов, базальтовых андезитов, андезитов, пикробазальтов, в меньшей степени дацитов. Наибольшую активность проявляют стратовулкан Раунг, выпускающий шлейфы пара, и озеро Кавах. На озере постоянно имеет место фумарольная активность. Оно является сульфатно-хлоридным по составу и имеет высокую кислотность. Кавах имеет низкий уровень ph, который не превышает значения 0,2. Температура близлежащих гидротермальных источников и самого озера составляет 170-245 °C (температура кипения смеси сернистой и соляной кислоты). Температура на поверхности составляет 50-60°С. В современный период вулкан значительно извергался более десятка раз, максимальная шкала вулканической активности составляла значения 2. Вулканические извержения имели различный характер фреатомагматических, фреатических, стромболианских и плинианских типов извержений, которые проявляли себя из более 22 отдельных вулканических разломов. Чаще всего проявлялся фреатический типа извержения. Вулкан представляет собой опасность сходом лахаров, пирокластических потоков, лавовых потоков. Последнее значительное извержение происходило в период с 4 по 25 ноября 1936 года. Тогда эпицентр извержения находился непосредственно в самой кальдере. Активность была довольно высокая, так как водные потоки вышли из берегов с западной стороны кальдеры. Наиболее катастрофической была вулканическая активность, произошедшая в 1817 году и длившееся 33 дня. Тогда воды озера Кавах вышли из берегов из-за обрушения склонов главной кальдеры и затопили близлежащие деревни и поля сходом селей. Пострадали 3 деревни, более 90 домов было разрушено, имелись жертвы среди населения. Последняя активность проявлялась с 29 июля по 15 августа 2002 года. Тогда был слышен незначительный взрыв и выброс потоков раскалённого пепла на небольшое расстояния.

## Список вулканических объектов по алфавиту, входящих в комплекс Иджен
| Название    | Название на английском | Тип                 | Высота (м.) |
| ----------- | ---------------------- | ------------------- | ----------- |
| Аньяр       | Anjar, Gunung          | Вулканический конус | 1718        |
| Видадарен   | Widadaren              | Вулканический конус | н/д         |
| Геламан     | Gelaman, Gunung        | Вулканический конус | 1762        |
| Гендинвалух | Gendingwaluh, Gunung   | Вулканический конус | 1519        |
| Гентенг     | Genteng, Gunung        | Вулканический конус | 1712        |
| Кавах       | Wurung, Kawah          | Вулканическое озеро |             |
| Кенденг     | Kendeng                | Кальдера            | 1717        |
| Кукусан     | Kukusan                | Вулканический конус | 1994        |
| Линкер      | Lingker, Gunung        | Вулканический конус | 1630        |
| Мелатен     | Melaten, Gunung        | Вулканический конус | 1552        |
| Мерапи      | Merapi                 | Стратовулкан        | 2803        |
| Папак       | Papak, Gunung          | Вулканический конус | 2099        |
| Павенен     | Pawenen, Gunung        | Вулканический конус | 2123        |
| Пендил      | Pendil, Gunung         | Вулканический конус | 2338        |
| Ранте       | Rante                  | Стратовулкан        | 2664        |
| Ринггит     | Ringgit, Gunung        | Вулканический конус | 1965        |
| Телагавару  | Telagawaru             | Кратер              | 1884        |
| Тхемара     | Tjemara                | Вулканический конус | 1776        |
| Тхилик      | Tjilik                 | Вулканический конус | 1672        |

## Туризм и хозяйственное значение

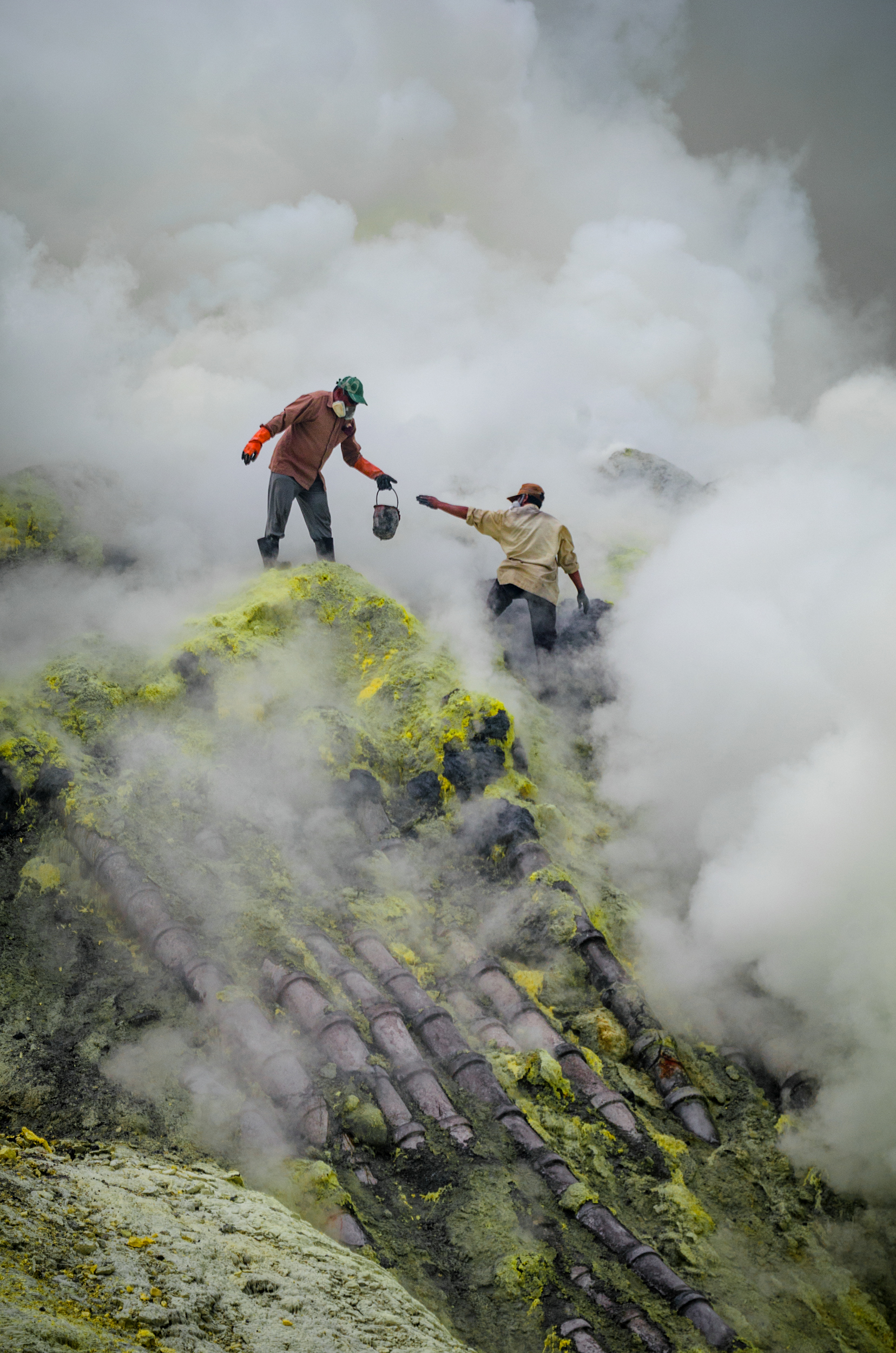
Традиционный и опасный вид добычи серы. Кажущийся глазу пар является в действительности высококонцентрированными испарениями сероводорода и диоксида серы. 2015 год

Иджен очень популярен среди туристов. Туристы приезжают посетить кратер вулкана, серное озеро, увидеть традиционный процесс добычи серы. Также вулкан окружают водопады, горячие источники и вулканические пейзажи, которые сформировались в ходе активной деятельности вулкана.
В месте извержения местные жители добывают серу вручную молотками и проделывают путь пешим ходом около 3 км до местного завода Джамбу, находящегося на юго-востоке вулкана. Порой масса корзин с кусками серы достигает 80 кг. Склоны, ведущие к основанию кальдеры, покрыты кофейными плантациями.

## Синий огонь
В одном из кратеров вулкана происходит необычное природное явление, выход на поверхность вулканических газов синего цвета. Такое явление имеет место по причине возгорания сероводорода с температурой 600 °C, что и является причиной такого цвета. Свечение слабое, поэтому пламя можно заметить только ночью. Часть газа конденсируется и образуют сталактиты из чистой серы, которую также добывают местные жители и предлагают в виде сувениров туристам.

## Современный период
На вулкане постоянно фиксируется незначительная активность: изменение цвета озера Кавах с зелёного на белый, беловато-зелёного на коричневый; образование пены вследствие активности серного газа; незначительные подземные толчки, которые достигают несколько сотен в год; пары фумарол, меняющие цвет от белого до коричнево-белого.
В настоящее время вулкан проявляет активность в виде незначительных фумарол и незначительных подземных толчков. В период с 6 по 14 августа 2014 года уровень оповещения достигал значения 1. Местная станция центра вулканологии и геологической активности Индонезии не рекомендовала туристам и местным жителям посещать окрестности вулкана.

## Галерея

Трёхмерное моделирование вулканического комплекса
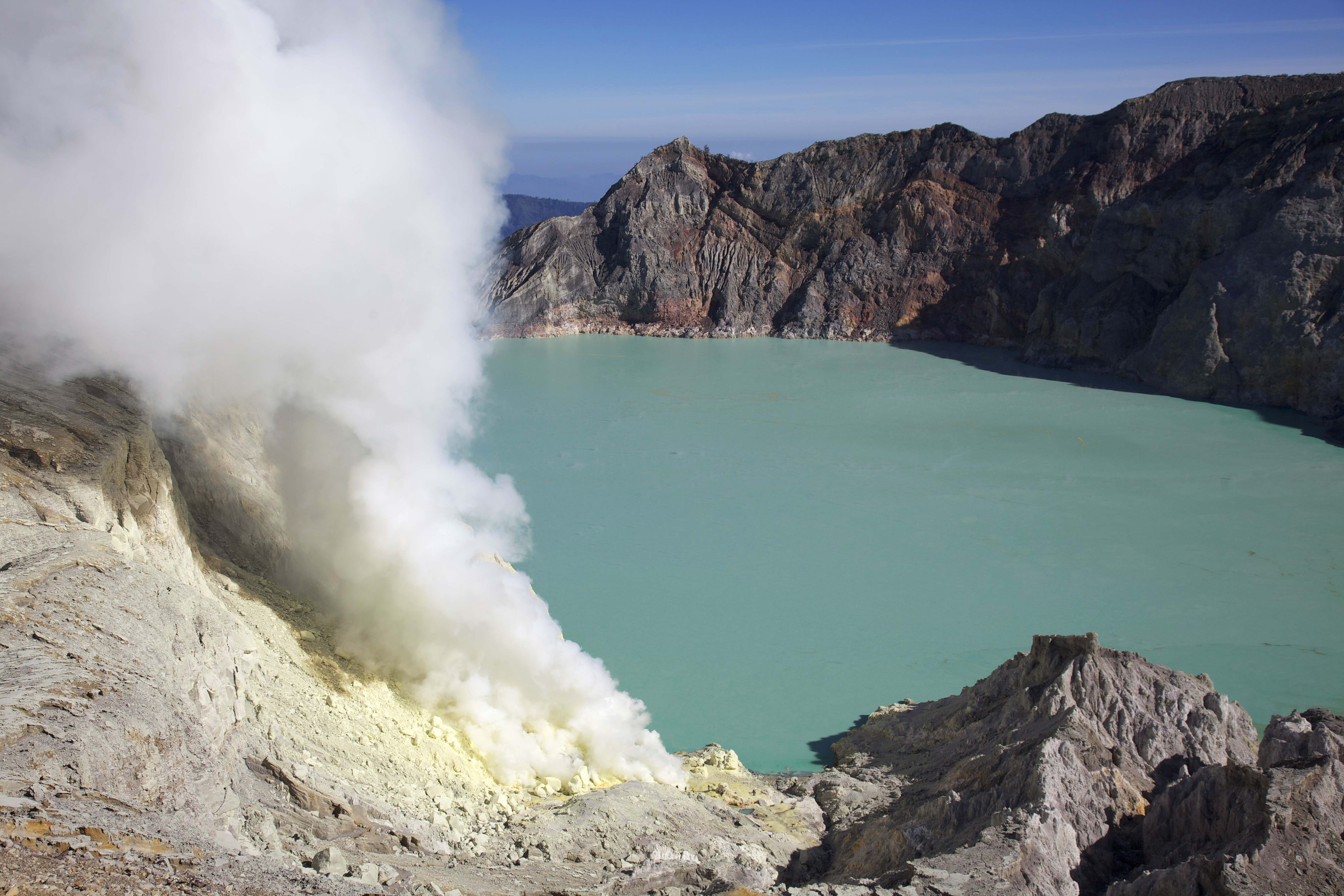
Вулканическое озеро Кавах
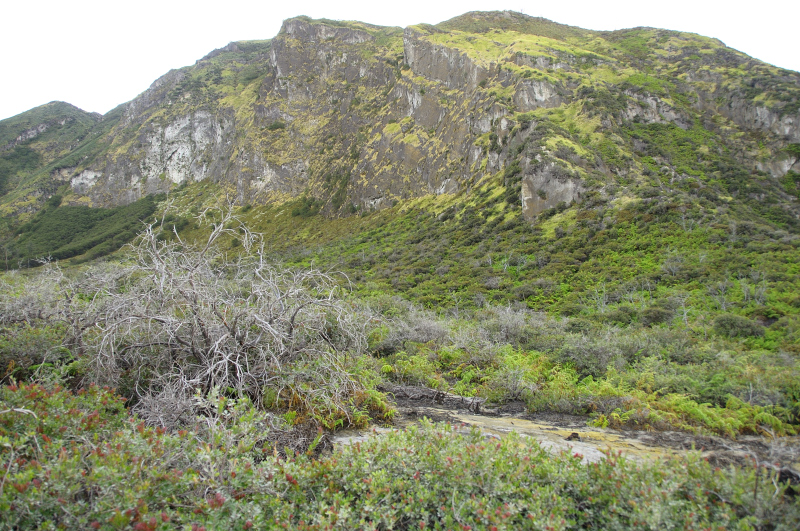
Стратовулкан Мерапи
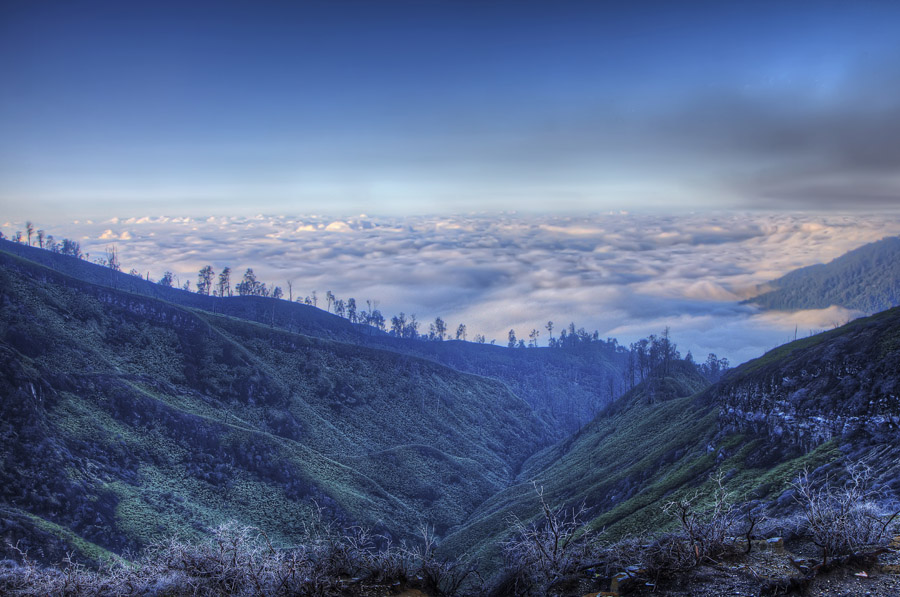
Закат в районе Иджена
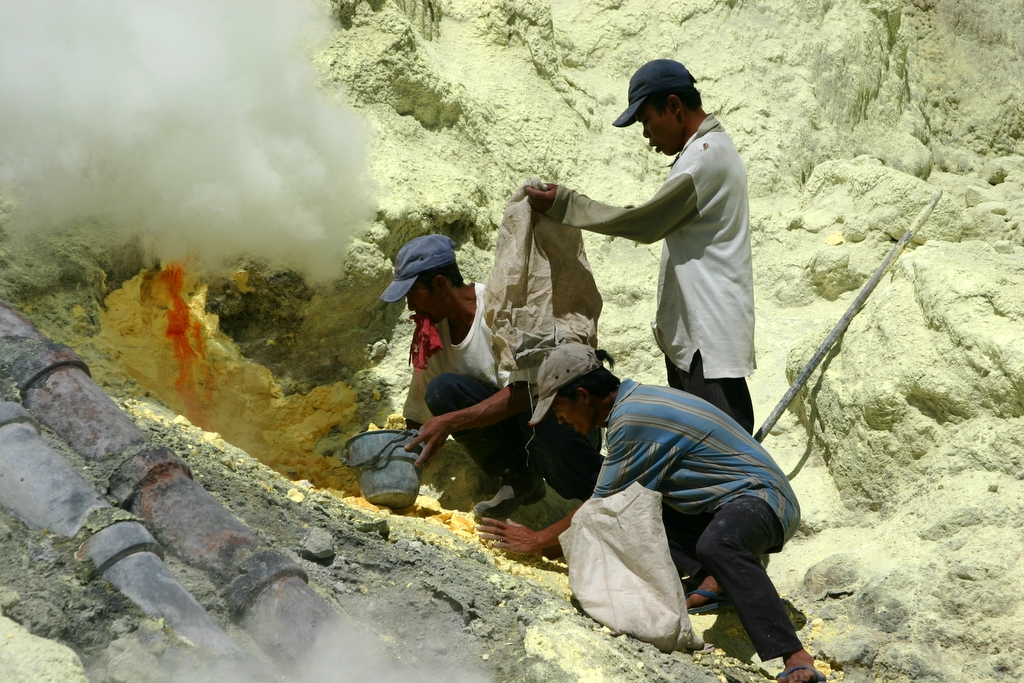
Добыча серы вручную
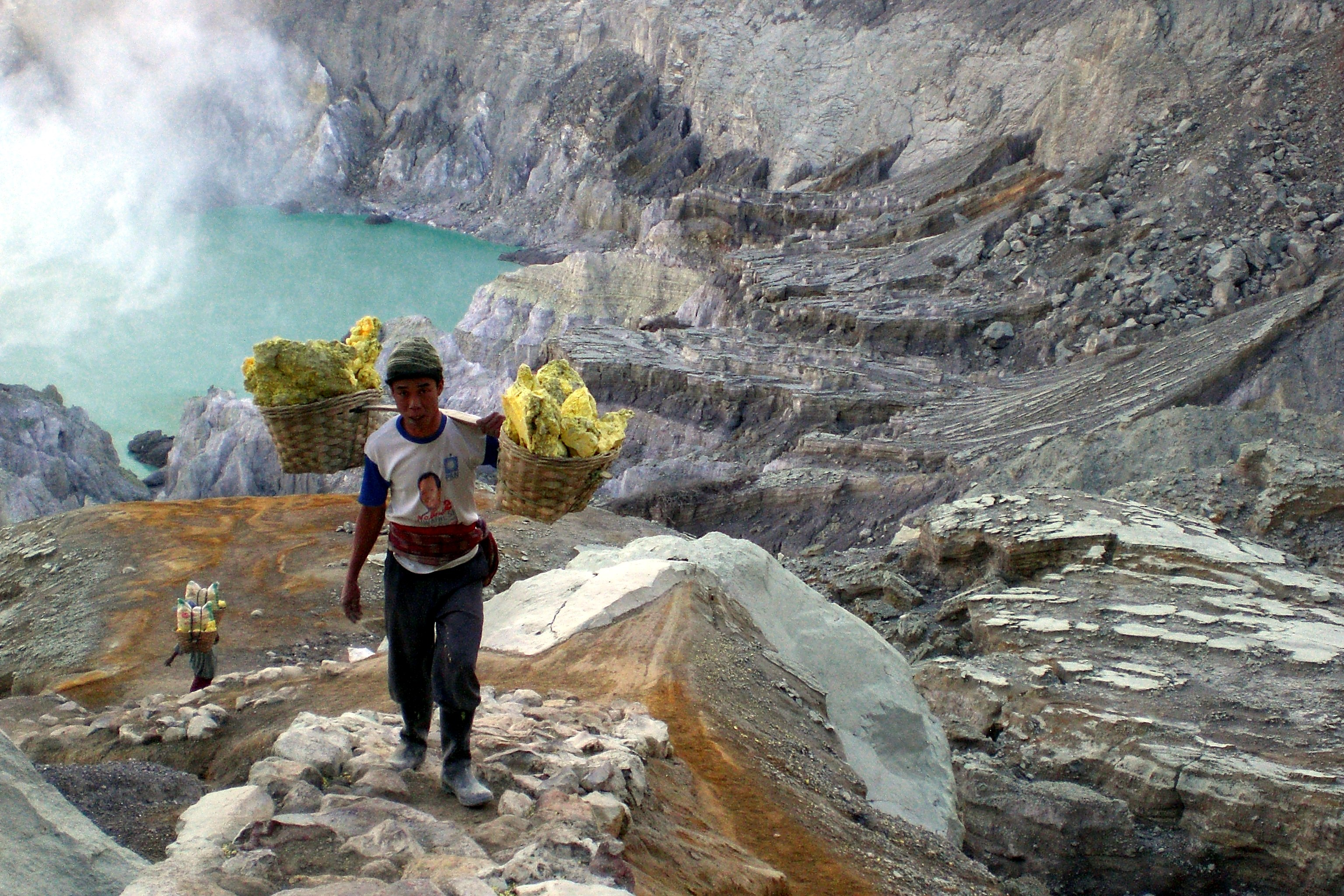
Носильщик серы в кратере вулкана